# 許煒森
許煒森（Vincci Hui，1992年10月7日—），前香港三項鐵人精英代表，曾獲得2005年度香港傑出運動員選舉「最具潛質運動員」獎。曾任有線電視倫敦奧運體育節目主持、合和實業有限公司管理培訓生 (Management Trainee) 及於本地慈善機構服務有需要家庭及小童。同時，她經常於各大、中、小學及慈善機構作勵志演講及分享。

## 簡歷
許煒森中學就讀於拔萃女書院，2002年參加「水陸兩項小鐵人錦標賽」，奪得組別冠軍，從此對鐵人運動產生興趣。中一起已成為香港三項鐵人隊代表及香港體育學院精英運動員，並獲媒體廣泛注視，被稱為「三鐵公主」、「精靈鐵人」。 
2011年，許煒森中七畢業後，從運動員行列退役，同年獲香港城市大學取錄，以全獎學金計劃就讀政策及行政系，主修中國研究及公共管理，屢獲頒發院長嘉許名單。2014年，許煒森以一級榮譽畢業，同年考獲專業調解員資格，並投身商界發展。
大學時曾兼任有線體育台2012年倫敦奧運前奏節目《搖擺英倫》主持、2012年倫敦奧運直播主持、以及三項鐵人賽事評述員。 奧運期間亦曾在蘋果日報體育專版撰寫專欄。 
因自小獲獎學金及運動品牌贊助，聯同在比賽時儲下賺得的獎金，許煒森大學畢業後寄望成立一個慈善基金，回饋社會。曾擔任凝動香港體育基金義務合作夥伴關係經理的許煒森，希望以自身運動員堅持奮鬥的經歷為基層青少年創造平等的體育培訓機會，激發他們的體育精神。
自大學以來，許煒森積極參與及推廣社會慈善活動。現為香港兒童基金會秘書長兼項目主管的她，曾表示雖「運動員生涯短暫，但建立出來成果的不會煙消雲散。運動帶給我的不止世界排名，還有無堅不摧的自信。我希望透過經歷，繼續以生命影響生命。」

## 參賽紀錄
- 2005年體育節：半奧運距離三項鐵人賽 冠軍
- 2005年：三項鐵人亞洲錦標賽 10-12歲組 冠軍
- 澳門亞洲三項鐵人巡迴賽 亞軍
- 2006年：「2011中銀香港傑出運動員選舉」香港最具潛質運動員 三項鐵人
- 2008年：香港渣打馬拉松十公里青年組 冠軍
- 2008年：三項鐵人亞洲盃女子精英青年組 亞軍[9]
- 2010年：香港渣打馬拉松十公里青年組 亞軍
- 2010年：香港越野錦標賽2010 女子青年組 冠軍
- 2009年：「香港ITU三項鐵人至尊亞洲盃」女子精英青年組 冠軍 [10]
- 2010年：中銀香港紫荊盃 傑出越野女運動員
- 2010年：新加坡青年奧林匹克運動會 香港三項鐵人代表，於32名參賽者中排名17，亞洲排名第2。[11]
- 2011年：香港越野錦標賽 2011 女子青年組冠軍
- 2011年：大專盃越野賽 團體總冠軍

## 榮譽
- 香港傑出運動員選舉

「香港最具潛質運動員」（2005年）

## 代言
- 2004年 - 2013年：Nike 服裝代言人
- 2007年 - ：Oakley 太陽眼鏡代言人
- 2007年 - 2011年：Champion System 單車裝備代言人
- 2007年 - 2011年：Polar System Oy 心跳表代言人

## 外部連結
- 許煒森的Instagram帳戶
- Oakley 中文官方網站 - 名人堂 - 許煒森
- Polar 贊助的運動員 - 三項鐵人 - 許煒森[永久]